# Wayne Taylor
Wayne Taylor (Puerto Elizabeth, Sudáfrica; 15 de julio de 1956) es un piloto y dueño de equipo de automovilismo sudafricano. Como piloto, obtuvo el Campeonato IMSA GT de 1994 y 1996 y la Grand-Am Rolex Sports Car Series en 2005, y fue subcampeón en 1998 y 2004. Asimismo, logró la victoria en las 24 Horas de Daytona de 1996 y 2005, y las 12 Horas de Sebring de 1996, y resultó cuarto absoluto en las 24 Horas de Le Mans 1987 y ganador de clase en 1998.
En 2007 se convirtió en dueño del equipo Wayne Taylor Racing, que se ha destacado en la serie Grand-Am. Sus hijos Ricky Taylor y Jordan Taylor han corrido con su equipo.

## Inicios
Taylor fue campeón de la Fórmula Atlantic Sufdafricana en 1986 con cinco victorias en ocho carreras. En 1987 resultó cuarto absoluto en las 24 Horas de Le Mans con un Porsche 962C oficial de Kremer. En 1988 pasó a disputar el Campeonato Mundial de Resistencia con distintos equipos.
Luego fichó por el equipo Spice, con el que corrió seis fechas en 1989 y cuatro en 1990. También en 1989, disputó tres fechas del Campeonato IMSA GT con Spice en la clase GTP. En 1990 corrió la temporada completa al volante de un Spice del equipo de Jim Miller, logrando dos podios y el 13º puesto de campeonato. Además, llegó 12º en las 24 Horas de Le Mans con un Porsche 962C de Schuppan.
En 1991, Taylor obtuvo una victoria y cinco podios en 13 carreras del Campeonato IMSA GT. Así, se ubicó en el cuarto puesto final de la clase GTP, por detrás de Geoff Brabham, Chip Robinson y Davy Jones. El piloto disputó seis carreras de 1992 en la clase GTP, logrando un podio, y cuatro en la IMSA Lites, obteniendo una victoria.
El sudafricano corrió las 24 Horas de Le Mans de 1993 con un Porsche 962 oficial de Kremer, resultando séptimo en la clase C2. De vuelta al Campeonato IMSA GT en la temporada 1994, Taylor obtuvo tres podios con un Kudzu-Mazda, y se coronó campeón ante Jeremy Dale. En 1995 pasó a pilotar una Ferrari 333 SP del equipo Momo. Obtuvo dos triunfos y seis podios en 11 carreras, quedando así en la cuarta colocación final de la clase WSC por detrás de Fermín Vélez, James Weaver y Mauro Baldi.

## Doyle (1996-1999)
Doyle contrató a Taylor para disputar el Campeonato IMSA GT 1996. Al volante de un Riley & Scott-Oldsmobile, acumuló cuatro triunfos y ocho podios en diez carreras, por lo que se coronó campeón frente a Max Papis, Butch Leitzinger y Didier Theys. Ese año ganó las dos carreras de resistencia de Florida: las 24 Horas de Daytona junto a Scott Sharp y Jim Pace, y las 12 Horas de Sebring junto a Eric van de Poele y Pace. En 1997 no ganó ninguna carrera, y con cuatro podios se colocó séptimo en el clasificador general.
En 1998, Doyle-Risi pasó a utilizar una Ferrari 333 SP. Consiguió dos victorias y seis podios en ocho carreras, por lo que resultó subcampeón por detrás de Leitzinger. Ese mismo año, llegó octavo absoluto y primero en la clase LMP1 en las 24 Horas de Le Mans con junto a Van de Poele y Vélez, y logró la victoria absoluta en la primera edición de Petit Le Mans junto a Van de Poele y Emmanuel Collard.
Ante la desaparición del Campeonato IMSA GT, Taylor continuó con Doyle-Risi en la nueva American Le Mans Series 1999, contando como compañero de butaca a Alex Caffi. No logró ningún podio, y se ubicó 12º en el campeonato de pilotos. En cambio, llegó segundo en las 24 Horas de Daytona con Doyle-Risi, acompañado en este caso de Allan McNish, Max Angelelli y Didier de Radiguès.

## Cadillac (2000-2002)
Cadillac contrató a Taylor como piloto oficial en su programa de prototipos para la temporada 2000. Disputó cuatro carreras de la ALMS, las 24 Horas de Daytona de la Grand-Am Rolex Sports Car Series y las 24 Horas de Le Mans, sin lograr resultados destacados.
En 2001 disputó cinco fechas de la ALMS con Cadillac, y llegó 15º en la 24 Horas de Le Mans. En 2002 llegó retrasado en las 12 Horas de Sebring de la ALMS, y noveno en las 24 Horas de Le Mans.

## Riley (2004-2006)
En 2004, Taylor se convirtió en piloto oficial de Riley en la Grand-Am Rolex Sports Car Series. Junto a Angelelli, logró tres victorias y siete podios en 12 carreras, por lo que resultó subcampeón de la clase DP por detrás de la dupla de Scott Pruett y Max Papis.
El sudafricano consiguió el título de pilotos de DP ante Pruett y Luis Díaz, luego de acumular cinco victorias y diez podios junto a Angelelli. Dicha campaña incluyó su segunda conquista en las 24 Horas de Daytona, contando como tercer piloto a Collard.
Taylor disputó ocho fechas de la serie Grand-Am 2006 con Riley junto a Angelelli, obteniendo un segundo lugar, un tercero y dos cuartos. Por otra parte, corrió dos fechas de la International Race of Champions, resultando sexto en Daytona.

## Etapa posterior
A la edad de 49 años, el sudafricano dejó de pilotar a tiempo completo, y compró el equipo de Riley para la temporada 2007, renombrándolo a Wayne Taylor Racing. En las 24 Horas de Daytona llegó tercero junto a Angelelli, Jan Magnussen y Jeff Gordon, y en las 6 Horas de Watkins Glen llegó tercero junto a Angelelli y Jonathan Cochet.
Taylor siguió corriendo en las 24 Horas de Daytona, resultando quinto en 2008, cuarto en 2009, sexto en 2010 y quinto en 2011.
En 2010, el sudafricano fundó Cape Motorsports with Wayne Taylor Racing, un equipo que compite en las categorías de monoplazas promocionales Pro Mazda y la USF2000.